# Park Hae-jin
Park Hae-jin (hangul: 박해진, hanja: 朴海鎭), es un actor y modelo surcoreano, conocido por haber interpretado a Lee Hwi-kyung en My Love from the Star, a Han Jae-joon en Doctor Stranger, a Lee Jung-moon en Bad Guys, a Yoo Jung en Cheese in the Trap y a Kim Seol-woo en Man to Man.

## Biografía
En diciembre del 2019 fue promovido como bombero honorario del departamento de bomberos de la ciudad de Sejong.

## Carrera
Es miembro de la agencia "Mountain Movement" (previamente conocida como "WM Company").
Ha aparecido en sesiones fotográficas para "Esquire", "Elle Korea", "Center Pole", "The Star", entre otros...
En enero del 2007 se unió al elenco principal de la serie Like Land and Sky donde dio vida a Jung Moo-young, hasta el final de la serie enl 31 de agosto del mismo año.
En agosto del 2008 se unió al elenco principal de la serie East of Eden donde dio vida al egoísta y rencoroso Shin Myung-hoon, el hijo de Shin Tae-hwan (Jo Min-ki), hasta el final de la serie en marzo del 2009. 
En el 2012 se unió al elenco de la serie china Another Kind of Splendid Life (también conocida como "Ling Yi Zhong Can Lan Sheng Huo") donde dio vida a la estrella Liu Da Ming.
En diciembre del 2013 se unió al elenco principal de la serie My Love from the Star (también conocida como "You Who Came from the Stars"), donde interpretó a Lee Hwi-kyung, el amigo de la infancia de Cheon Song-yi (Jun Ji-hyun) y el hermano de Lee Jae-kyung (Shin Sung-rok) y de Lee Han-kyung (Yeon Woo-jin), hasta el final de la serie en febrero del 2014. El actor Jo Seung-hyun interpretó a Hwi-kyung de adolescente.
Ese mismo año se unió a la serie china Love's Relativity donde interpretó al aspirante de fotografía Li Ang.
En mayo del 2014 se unió al elenco de la serie Doctor Stranger, donde dio vida al médico Han Jae-joon, un genio que rechaza una oferta de Harvad para convertirse en doctor, hasta el final de la serie en julio del mismo año. Papel interpretado por el actor Kim Ji-hoon de joven.
En octubre del mismo año se unió a la serie Bad Guys donde dio vida a Lee Jung-moon, el miembro más joven del equipo con una gran inteligencia pero que debajo de su fachada juvenil se encuentra un asesino en serie psicópata, hasta el final de la serie en diciembre del 2014.
En enero del 2016 se unió al elenco principal de la serie Cheese in the Trap, donde interpretó al inteligente y exitoso Yoo Jung, un hombre con una personalidad misteriosa que se enamora de Hong Seol (Kim Go-eun), hasta el final de la serie en marzo del mismo año. Ese mismo año se unió al elenco de la serie Far Away Love donde dio vida a Shen An y apareció en la serie web First Seven Kisses.
En abril del mismo año se unió al elenco principal de la serie Man to Man donde interpretó al agente Kim Seol-woo, un hombre élite de los Black Ops conocido solo por los altos niveles de la Inteligencia Nacional, hasta el final de la serie en junio del mismo año. Ese mismo año obtuvo su propia figura en el Museo Madame Tussauds en Hong Kong.

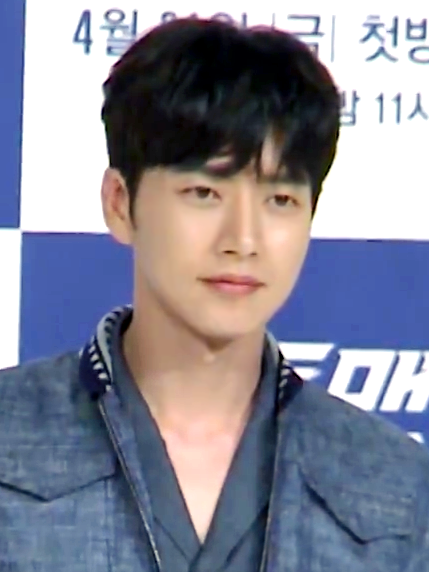
Park Hae-jin en 2017.

En el 2018 se unirá al elenco principal de la serie Four Men (también conocida como "Four Sons") donde dará vida a Jung Il-hoon.
Ese mismo año se unió al elenco de la película Cheese in the Trap, donde volvió a interpretar a Yoo Jung, papel que interpretó en la serie con el mismo nombre en el 2016.
El 29 de enero de 2020 se unió al elenco principal de la serie Forest (también conocida como "Secret") donde dio vida a Kang San-hyuk, un ambicioso hombre que se convierte en miembro del equipo de rescate especial 119 (número de teléfono de emergencia de Corea) y que siente pasión por salvar vidas, hasta el final de la serie el 19 de marzo del mismo año.
El 20 de mayo del mismo año se unió al elenco principal de la serie Kkondae Intern (también conocida como "Old School Intern"), donde interpretó a un trabajador de oficina que decide cambiarse de compañía después de sufrir bajo su viejo y mandón jefe, hasta el final de la serie el 1 de julio del mismo año.
El 23 de abril de 2022 se unió al elenco principal de la serie Showtime Begins! donde interpreta a Cha Cha-woong, un carismático mago que tiene la habilidad de ver y manejar fantasmas.

## Filmografía

### Series de televisión
| Año     | Título                          | Personaje                              | Notas                  | Ref.          |
| ------- | ------------------------------- | -------------------------------------- | ---------------------- | ------------- |
| 2006    | Famous Princesses               | Yeon Ha-nam                            | 80 episodios           |               |
| 2007    | Like Land and Sky               | Jung Moo-young                         | 165 episodios          |               |
| 2008-09 | East of Eden                    | Shin Myung-hoon                        | 56 episodios           |               |
| 2009    | Hot Blood                       | Ha Ryu                                 |                        |               |
| 2011    | Qian Duo Duo Marry Remember     | Xu Fei                                 | 35 episodios           |               |
| 2012    | Another Kind of Splendid Life   | Liu Da Ming                            | 30 episodios           |               |
| 2012    | Seoyoung, My Daughter           | Lee Sang-woo                           | 50 episodios           |               |
| 2013    | Love's Relativity               | Li Ang                                 | 33 episodios           |               |
| 2013-14 | My Love from the Star           | Lee Hwi-kyung                          | 21 episodios           |               |
| 2014    | Doctor Stranger                 | Dr. Han Jae-joon / Lee Sung-hoon       | 20 episodios           |               |
| 2014    | Bad Guys                        | Lee Jung-moon                          | 11 episodios           |               |
| 2015    | Secret Society of Men – Friends | Zhao Haipeng                           |                        |               |
| 2016    | First Seven Kisses              | Park Hae-jin                           | Serie web, 2 episodios |               |
| 2016    | Cheese in the Trap              | Yoo Jung                               | 16 episodios           |               |
| 2016    | Far Away Love                   | Shen An                                | 36 episodios           |               |
| 2017    | Man to Man                      | Kim Seol-woo                           | 16 episodios           |               |
| 2019    | Four Men                        | Kang Il-hoon, Chen, Dong Jin y Michael |                        |               |
| 2020    | Forest                          | Kang San-hyuk                          | 32 episodios           |               |
| 2020    | Kkondae Intern                  | Ga Yul-chan                            | 24 episodios           |               |
| 2022    | Showtime Begins!                | Cha Cha-woong                          |                        | [ 29 ]        |
| 2023    | The Killing Vote                | Kim Moo-chan                           | 12 episodios           | [ 30 ] [ 31 ] |

### Películas
| Año  | Título                   | Personaje    | Notas                                                                         | Ref.   |
| ---- | ------------------------ | ------------ | ----------------------------------------------------------------------------- | ------ |
| 2010 | The Rhythm of Chopsticks | -            | -                                                                             |        |
| 2015 | Snow Is on the Sea       | Lee Sang-woo | Junto a Lee Young-ah                                                          | [ 32 ] |
| 2017 | Cheese in the Trap       | Yoo Jung     | Junto a Oh Yeon-seo, Park Ki-woong, Yoo In-young, Sandara Park y Oh Jong-hyuk |        |

### Apariciones en programas
| Año     | Programa        | Notas                  | Ref.   |
| ------- | --------------- | ---------------------- | ------ |
| 2009-10 | Family Outing   | 33 episodios - miembro |        |
| 2016    | Abnormal Summit | invitado               | [ 33 ] |
| 2016    | Happy Camp      | invitado               |        |
| 2018    | Busted!         | Ep. 5 - invitado       | [ 34 ] |

### Presentador
| Año  | Evento                           | Notas                    |
| ---- | -------------------------------- | ------------------------ |
| 2020 | 2020 The Fact Music Awards       | presentador de categoría |
| 2021 | The Fact Music Awards (2021 TMA) | presentador de categoría |

### Videos Musicales
| Año  | Artista / Grupo | Canción                | Notas                        |
| ---- | --------------- | ---------------------- | ---------------------------- |
| 2007 | The Way         | "Love... It's Painful" | apareció en el video musical |
| 2016 | Fiestar         | "#Like"                | apareció en el video musical |

### Narrador
| Año  | Título          | Notas      |
| ---- | --------------- | ---------- |
| 2013 | Little Big Hero | documental |

## Embajador
| Año  | Evento                                                           | Notas |
| ---- | ---------------------------------------------------------------- | ----- |
| 2014 | Promotional Ambassador for “Mu Qin Shui Jia" (大地之爱·母亲水窖) | -     |
| 2012 | Promotional Ambassador for Youth Smoking Prevention Campaign     | -     |
| 2012 | Culture Fund Promotion Ambassador                                | -     |
| 2008 | Ambassador for Financial Savings                                 | -     |
| 2007 | Ambassador for Non-smoking and Non-drinking Campaign             | -     |

## Donaciones
Hae-jin ha realizado donaciones constantes a varias organizaciones benéficas durante los últimos años, ganándose dentro de a industria del entretenimiento el título de "Ángel Donante" (en inglés: "Donation Angel"). La organización "Mountain Movement" anunció que Hae-jin había donado un total de 1,7 millones de won a varias organizaciones benéficas locales e internacionales desde el año 2011.
Entre algunas de sus donaciones están: 
- El apoyo a las familias de las víctimas y los estudiantes rescatados en el accidente del ferry Sewol ocurrido en el 2014,[44]
- El apoyo a personas de la tercera edad que viven solas en Guryong Village, en Gaepo-dong al sur de Seúl,[45]
- Apoyo para ayudar en los trabajos de restauración en Gyeongju luego de que sufrir varias réplicas del terremoto de magnitud 5,8 ocurrido el 12 de septiembre del 2016,[46][47]
- En octubre del 2016 mandó un camión con comida a un orfanato que apoya.[48]
- Donó 6,00 árboles a China para mejorar la calidad del aire,[49]
- Donó a la organización privada "Shanghai Babies Home", encargada de apoyar a niños abandonados y/o enfermos para que sean adoptados por familias.[50][51]
- También donó un cantidad de dinero a una campaña organizada por "Fund Management Committee" para detener la pobreza infantil, ayudando a niños hambrientos para mejorar sus condiciones de salud en China.[52]

En 2014 recibió el premio "Civil Public Welfare" en China y en el 2015 se convirtió en la octava celebridad coreana en unirse a la Sociedad de Honor del "Community Chest of Korea". También se convirtió en el primer galardonado del "Haengbok Nanuminsang (행복나눔인상, “Happiness Sharer’s Award”)", otorgado por el ministro de Salud y Bienestar.

## Premios y nominaciones
| Año  | Categoría                                     | Premio                         | Trabajo                     | Resultado |
| ---- | --------------------------------------------- | ------------------------------ | --------------------------- | --------- |
| 2020 | Best Couple Award (junto a Jo Bo-ah)          | 34th KBS Drama Award           | Forest                      | Ganaron   |
| 2020 | Daesang (Grand Prize)                         | 39th MBC Drama Award           | Old School Intern           | Ganó      |
| 2018 | Global Star Award                             | 6th APAN Star Award            | -                           | Ganó      |
| 2017 | Best Star Award – Actor                       | Asia Artist Award              | Man to Man                  | Ganó      |
| 2016 | Best Artist Award, Actor                      | 1st Asia Artist Award          | Cheese in the Trap          | Ganó      |
| 2016 | Excellence Award, Actor                       | 9th Korea Drama Award          | Cheese in the Trap          | Nominado  |
| 2016 | Best Actor in a Miniseries (Excellence Award) | 5th APAN Star Award            | Cheese in the Trap          | Nominado  |
| 2016 | Best Actor                                    | Korean Cable TV Awards 2016    | Cheese in the Trap          | Ganó      |
| 2016 | Asia Star Award                               | 11th Asia Model Award          | -                           | Ganó      |
| 2016 | Actor of the Year                             | LeTV Entertainment Award       | Far Away Love               | Ganó      |
| 2015 | KDA Award                                     | 8th Korea Drama Award          | Bad Guys                    | Ganó      |
| 2015 | Top Excellence Award, Actor                   | 8th Korea Drama Award          | Bad Guys                    | Nominado  |
| 2014 | Excellence Award, Actor in a Drama Special    | SBS Drama Award                | My Love from the Star       | Nominado  |
| 2014 | Excellence Award, Actor in a Miniseries       | 3rd APAN Star Award            | My Love from the Star       | Nominado  |
| 2014 | Excellence Award, Actor                       | 7th Korea Drama Award          | My Love from the Star       | Nominado  |
| 2014 | K-Style Award                                 | 7th Style Icon Award           | -                           | Ganó      |
| 2014 | Top 10 Style Icons                            | 7th Style Icon Award           | -                           | Ganó      |
| 2014 | Asia Special Award                            | 9th Asia Model Award           | -                           | Ganó      |
| 2014 | Civil Public Welfare Award                    | 4th Civil Public Welfare Award | -                           | Ganó      |
| 2012 | Best Supporting Actor                         | KBS Drama Award                | Seoyoung, My Daughter       | Nominado  |
| 2012 | Best Asia Star Award                          | LETV Film & Drama Award        | Qian Duo Duo Marry Remember | Ganó      |
| 2009 | Excellence Award, Actor in a Mid-length Drama | KBS Drama Award                | Hot Blood                   | Nominado  |
| 2009 | Popular Star Award                            | 4th Asia Model Award           | -                           | Ganó      |
| 2008 | Best New Actor                                | MBC Drama Award                | East of Eden                | Ganó      |
| 2007 | Best Couple (junto a Han Hyo-joo)             | KBS Drama Award                | Like Land and Sky           | Ganaron   |
| 2007 | Excellence Award, Actor in a Daily Drama      | KBS Drama Award                | Like Land and Sky           | Ganó      |
| 2007 | Best New Actor (TV)                           | 43rd Baeksang Arts Award       | Famous Chil Princesses      | Ganó      |
| 2006 | Best Couple (junto a Lee Tae-ran)             | KBS Drama Award                | Famous Chil Princesses      | Ganaron   |
| 2006 | Best New Actor                                | KBS Drama Award                | Famous Chil Princesses      | Ganó      |